# Bernhard von Rohr
Bernhard von Rohr (ur. ok. 1421 w Kremsmünster, zm. 21 marca 1487 na zamku Tittmoning) – książę arcybiskup Salzburga w latach 1466–1484.

## Życiorys
Bernhard von Rohr został wybrany na arcybiskupa Salzburga 25 lutego 1466 roku. Nominację zatwierdzono 21 kwietnia, sakrę biskupią otrzymał prawdopodobnie 8 czerwca 1466 roku. W 1471 roku wziął udział w naradzie w Ratyzbonie w związku z zagrożeniem za strony Turcji. W 1475 roku w Landshut udzielił ślubu córce króla Kazimierza IV Jagiellończyka Jadwidze i przyszłemu księciu Bawarii Jerzemu Bogatemu.
W drugiej połowie lat siedemdziesiątych XIV wieku rozbudował fortyfikacje twierdzy Hohensalzburg w celu zapewnienia ochrony przed atakami artylerii.
Spory z opatem klasztoru św. Piotra w Salzburgu, prepozytem katedralnym Kasparem von Stubenbergiem, jak również z cesarzem Fryderykiem III oraz papieżem (z powodu diecezji Gurk i Freising) zniechęciły go do pracy administracyjnej i spowodowały jego rezygnację z urzędu w 1478 roku na rzecz stronnika cesarskiego biskupa Johanna Beckenschlagera. W krótkim czasie Bernhard von Rohr pożałował swojej pośpiesznej rezygnacji i ją odwołał. Oburzyło to cesarza, który zwiększył naciski na arcybiskupa. Obawiając się zbrojnej interwencji cesarza Bernhard von Rohr zawarł sojusz z królem węgierskim Maciejem Korwinem, któremu w traktacie z 1479 roku przyznał zamki w Karyntii i Styrii, co doprowadziło do walk zbrojnych. Bernhard von Rohr 29 listopada 1481 roku podpisał dokument, w którym rezygnował z rządów, w zamian zachowując tytuł arcybiskupa Salzburga oraz roczną rentę w wysokości 4000 guldenów, którą miał wypłacać jego następca Johann Beckenschlager. Bernhard von Rohr 14 stycznia 1482 r. przekazał rządy. Jego rezygnacja i nominacja Johanna Beckenschlagera na arcybiskupa doprowadziły do nowych napięć. Bawarscy partyzanci nie przyjęli nominacji Johanna Beckenschlagera i poparli wybór kanoników salzburskich kontrbiskupa Christopha Ebrana von Wildenberga. Jednak Ebran von Wildenberg nie był w stanie objąć funkcji arcybiskupa wbrew stronnikom cesarza, a co więcej, został ekskomunikowany przez papieża.
W ramach rekompensaty Bernhard von Rohr został apostolskim administratorem diecezji wiedeńskiej, po kilku miesiącach Maciej Korwin zajął Wiedeń i na stanowisku administratora umieścił swojego człowieka. Bernhard von Rohr osiadł w zamku Tittmoning, gdzie zmarł 21 marca 1487 roku.